# 朱邦臣
朱邦臣（15世紀—16世紀），字子貞，南直隸蘇州府太倉州人，明朝政治人物。

## 生平
朱邦臣父親朱嵩入贅吳家，讓他成為官員陸某養子，讀書後中嘉靖四年（1525年）乙酉科舉人，陸氏親生子陸邦教長大後就恢復原姓，授嶧縣知縣，為政寬和，擅長文學，饑荒時人民聚眾為盜，他發糧賑濟，親自招撫盜賊，眾人都感動歸田，上級賞識上其治狀第一，他卻因為親生父母去世回鄉。
之後朱邦臣補任仙居知縣，路經嶧縣留下「且喜近來無菜色，寧知去後有棠陰」的詩歌給當地父老，仙居剛經歷倭寇入侵，他就任後又收到倭報，有人暗示他應離去，他說：「城亡與亡，是應份。」帶領士民守城四十天，倭寇傳聞他設下陷阱而逃走；很快又有百多名賊人入境，他裝作戰敗留下毒乾糧，對方吃下後毒發後立刻擒拿。適逢朝廷下令催稅，人民譁然，他下令偵查奸詐者，杖殺二人，五十多人遭戍守外地，因為徭役忤逆家居的御史李某，被對方中傷調任黃縣，陞山東參議後辭官回鄉。

## 引用
1. 1 2  民國《太倉州志·卷十八·人物二》：朱邦臣，字子貞，父嵩贅吳氏僚壻陸某乞為子，教以讀書，中嘉靖四年舉人，既而陸子邦教成立，遂復姓。知嶧縣，歲饑民嘯聚為盜，邦臣發庾賑之，單騎入撫，眾感泣歸田，臺司上治狀第一，以憂歸。補仙居，時新被倭難，及是又報倭至，或諷之去，曰：「城亡與亡，分也。」率士民乘城四十晝夜，倭傳邦臣設計疑賊，賊遁去；已又有百餘賊入境，與戰佯敗，遺乾糒置毒其中，賊爭啖之，毒發悉成擒。會催稅檄下民譁，邦臣令散偵尤黠者，杖殺二人，戍五十餘人，以徭役忤里居御史李某，為所中量移黃縣，出為山東參議修隙，邦臣遂歸，李亦坐免。
2. ↑  乾隆《嶧縣志·卷七·職官》：朱邦臣，南直太倉舉人，嘉靖三十二年任，政尚寬和，文學尤為所長，期年以憂去，後補仙居令，過嶧境為詩諭父老，有「且喜近來無菜色，寧知去後有棠陰」之句，士民多感頌之。